# دارين بارنت
دارين بارنت (بالإنجليزية: Darren Barnett)‏ هو لاعب كرة قدم أمريكية أمريكي، ولد في 22 مايو 1984 في سينسيناتي في الولايات المتحدة.